# نوربرجنین
نوربرجنین (به انگلیسی: Norbergenin) با فرمول شیمیایی C۱۳H۱۶O۹ یک ترکیب شیمیایی با شناسه پاب‌کم ۷۳۱۹۲ است. که جرم مولی آن ۳۱۴٫۲۴ g/mol می‌باشد. 